# Трутниці з Надьрева

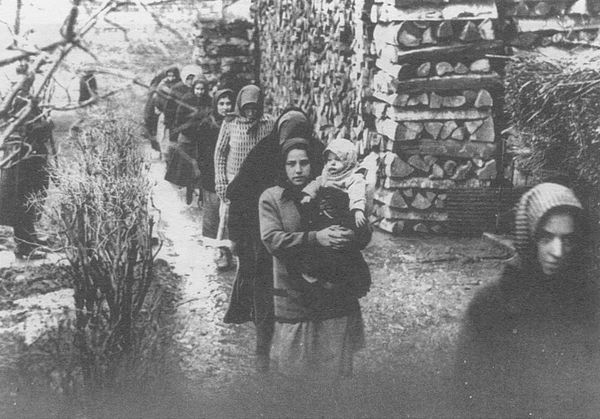
Засуджені за отруєння у Надьреві

Трутниці з Надьрева, також відомі як отруйниці з-під Тиси (угор. Tiszazugi méregkeverők, в поп-культурі відомі як Ангелоробки з Надьрева (англ. Angel Makers of Nagyrév) — група жінок, що проживали в угорському селі Надьрев, які з 1914 по 1929 роки отруїли майже все чоловіче населення села. Точна кількість жертв не встановлена: за версією Бели Бодо, жертв було від 45 до 50, хоча називаються цифри в 170 або навіть 300 чоловік. Отруйниці підсипали в їжу отруту на основі алкалоїдів беладони з додаванням миш'яку за порадами знахарки на ім'я Юлія Фазекаш (угор. Fazekas Gyuláné, також відомої як Жужанна Олах (угор. Oláh Zsuzsanna). Події лягли в основу документального фільму «Ангелороби» (The Angelmakers) і художньому фільмі «Гикавка».

## Злочини
Фазекаш приїхала в Надьрев 1911 року під ім'ям Жужанни Олах, її чоловік, як вона заявила, зник безвісти. З 1911 по 1921 роки її 10 разів судили за проведення незаконних абортів, але виправдали за всіма пунктами. Незабаром з'ясувалося, що Фазекаш видали заміж без її бажання, а розлучення за угорськими законами і традиціями тоді було заборонено, незалежно від того, чи був засуджений чоловік за насильство в сім'ї. 1914 року в селі було зафіксовано випадок смерті Юліуса Фазекаша, який помер після обіду, з'ївши гуляш.
Поки йшла Перша світова війна, під селом було створено табір військовополонених, де було багато чоловіків. Дружини, чиї чоловіки пішли на фронт, стали частіше і частіше вступати в інтимний зв'язок з іноземцями, і незабаром виріс попит на аборти, через які Фазекаш (вона ж Олах) і займалася підпільною діяльністю. Однак, після повернення чоловіків із фронтів скоєні зради необхідно було приховати. Фазекаш почала використовувати вплив (в селі її називали відьмою), продаючи отруту, створену з алкалоїдів беладони з додаванням миш'яку. Миш'як добувався з липкого паперу для лову мух. Отруту додавали в їжу та вино. Олах як показовий захід скоїла вбивство свого літнього чоловіка — Юліуса Фазекаша.
Число вбивств зростало: жінки труїли своїх батьків, коханців, чоловіків і навіть синів, намагаючись отримати спадщину або спростити життя. У зв'язку зі збільшенням кількості злочинів, Надьрев назвали «округом убивств». Оскільки Фазекаш мала двоюрідного брата, що заповнював свідоцтва про смерть, довести її причетність було неможливо. Окрім того, вона мала зв'язки з сільським лікарем.

## Арешт
Історики називають три версії того, як вдалося заарештувати вбивць і припинити масові отруєння. За першою версією, спільниця Фазекаш, Сабо, була заарештована двома людьми, які вижили після отруєння. Вона вказала на Букеновескі — ще один псевдонім Фазекаш. За іншою версією, студент-медик із сусіднього міста виявив величезну кількість миш'яку в трупах на березі річки, що стало приводом для розслідування.
Угорський і американський історик Бела Бодо дотримується третьої версії: у жовтні 1929 року в поліцію адміністративного центру Сольнок надійшов анонімний лист від редактора місцевої газети, в якому повідомлялося про смерті в селах Тассакурт і Надьрев. Начальник поліції відрядив двох своїх підлеглих Бартока та Фрієшку для з'ясування обставин того, що сталося, і один із тих, що вижили, який вже помирав від наслідків отруєння — дядько місцевої жительки за прізвищем Сабо — під час бесіди в трактирі порадив звернутися до священика, який нібито знав правду про вбивць. Священик розповів про спільників Олах-Фазекаш, в тому числі і про місцевого фельдшера (про те, що Олах і Фазекаш — одна особа, ще не було відомо), а також пояснив мотиви, які спонукали жінок зайнятися масовими отруєннями. Після зустрічі зі священиком Барток і Фрієшка виявили тіло дядька Сабо, а потім отримали висновок від фельдшера, згідно з яким покійний помер від наслідків пияцтва. На допиті Сабо то визнавала свою провину, то заперечувала. Завдяки випадку Фазекаш сама попалася в руки поліції, намагаючись попередити місцевих мешканок не розмовляти з поліцейськими. У ніч затримання Барток виявив Фазекаш зі спільницями, які міняли місцями надгробки, щоб були ексгумовані трупи без слідів отруєння. Простеживши за всіма діями, Барток викликав підмогу та заарештував Фазекаш і її спільниць.
Десятки трупів були ексгумовані з місцевого кладовища і вивчені лікарями з Сольнока. Під час слідства було заарештовано 80 жінок і двох чоловіків, перед судом постали 34 жінки і один чоловік. 26 були засуджені, в тому числі і Фазекаш (Олах), з них восьмеро було засуджено до смерті через повішення, але повісили тільки двох, а Фазекаш вчинила самогубство. Були повішені Сабо і Палінка, яка скоювала злочини з корисливого мотиву, вбивши батьків, двох братів, дружину одного з братів, свою тітку і свого чоловіка, щоб залишити за собою будинок з ділянкою землі. Вона спершу викликала у жертви конвульсії невеликою кількістю отрути, а потім подавала отруту під виглядом ліків. Ще 12 злочинців отримали тюремні терміни.